# 페르디난드 (영화)
《페르디난드》(영어: Ferdinand)는 2017년 미국의 3D 애니메이션 영화로, 먼로 리프의 동화 《꽃을 좋아하는 소 페르디난드》를 원작으로 하는 코미디 작품이다. 순진하고 평화를 사랑하는 황소 페르디난드가 우연하게 투우 경기에 출전하며 벌어지는 이야기를 다루고 있다. 존 시나가 주인공인 황소 페르디난드의 목소리를 연기했고, 케이트 매키넌, 더비드 디그스, 지나 로드리게스, 가브리엘 이글레시아스, 보비 캐너베일, 데이비드 테넌트, 보리스 코조 등이 성우로 참여했다. 카를루스 사우다냐 감독이 연출한다.

## 줄거리
커다란 덩치가 무색하게 꽃향기와 친구 니나를 세상에서 가장 좋아하는 마음이 따뜻한 소블리 페르디난드.
꽃 축제 도중 벌에게 엉덩이를 쏘이게 된 페르디난드는 너무 아파 날뛰게 되고, 그 모습을 오해한 사람들에 의해 싸움소 훈련장으로 끌려 간다.
싸움에 관심도 없고, 해 본 적도 없는 페르디난드는 수다쟁이 염소, 시끌벅적 황소들, 깨방정 고슴도치 삼남매 친구들과 함께 집으로 돌아가기 위한 모험을 시작한다.

## 성우진
- 존 시나 - 황소 페르디난드
- 케이트 매키넌 - 늙은 양 루페
- 데이비드 테넌트 - 황소 앵거스
- 앤서니 앤더슨 - 황소 본스
- 지나 로드리게스 - 고슴도치 우나
- 더비드 디그스 - 고슴도치 도스
- 가브리엘 이글레시아스 - 고슴도치 콰트로
- 보비 캐너베일 - 황소 발리엔테
- 라울 에스파르사 - 모레노
- 릴리 데이 - 니나
- 제러드 카마이클 - 개 파코
- 샐리 필립스 - 말 그레타
- 보리스 코초 - 말 클라우스
- 미겔 앙헬 실베스트레 - 엘 프리메로
- 플룰라 보르크 - 말 한스
- 제레미 시스토 - 페르디난드 아버지
- 잭 고어 - 어린 발리엔테
- 카를라 마르티네스 - 이사벨라